# Jack Sher
Pour les articles homonymes, voir Sher.
Jack Sher, 16 mars 1913 à Minneapolis - 23 août 1988 à Los Angeles, est un réalisateur, scénariste et producteur américain. Il a écrit un certain nombre de films pour Audie Murphy.

## Filmographie partielle
- 1951 : Espionne de mon cœur (My Favorite Spy) : scénariste
- 1953 : Les Dégourdis de la M.P. (Off Limits) : scénariste
- 1953 : The Kid from Left Field : scénariste
- 1956 : Dix secondes de silence (World in My Corner) : scénariste
- 1956 : L'Homme de San Carlos (Walk the Proud Land) : scénariste
- 1957 : Quatre Filles ravissantes (en) (Four Girls in Town)  : scénariste, réalisateur
- 1957 : Joe Butterfly : scénariste
- 1958 : Kathy O' (en) : scénariste, réalisateur
- 1959 : Le Bagarreur solitaire (The Wild and the Innocent) : scénariste, réalisateur
- 1960 : Les Voyages de Gulliver (The 3 Worlds of Gulliver) : scénariste, réalisateur
- 1961 : Love in a Goldfish Bowl (en) : scénariste, réalisateur
- 1961 : Paris Blues : scénariste
- 1963 : Ma femme est sans critique (Critic's Choice) de Don Weis : scénariste
- 1963 : Pousse-toi, chérie (Move Over, Darling) : scénariste
- 1973 : La Chasse aux dollars (Slither) : producteur
- 1976–1977 : Holmes et Yoyo (série télévisée) : créateur

## Source de la traduction
- (en) Cet article est partiellement ou en totalité issu de l’article de Wikipédia en anglais intitulé « Jack Sher » (voir la liste des auteurs).